# Antonia Lottner
Antonia Lottner (Düsseldorf, 13 augustus 1996) is een tennisspeelster uit Duitsland. Zij begon op zesjarige leeftijd met het spelen van tennis. Haar favoriete ondergrond is hardcourt. Zij speelt rechtshandig en heeft een tweehandige backhand.

## Loopbaan
Op Roland Garros 2013 speelde zij in de finale van het meisjestoernooi, waar zij verloor van Belinda Bencic. In 2016 speelde zij haar eerste grandslamtoernooi op het US Open, door zich te plaatsen via het kwalificatietoernooi. In 2017 stond zij voor het eerst in een WTA-finale, op het toernooi van Limoges – zij verloor van de Roemeense Monica Niculescu.

## Posities op deWTA-ranglijst
Positie per einde seizoen:
| jaar | rang enkelspel | rang dubbelspel |
| ---- | -------------- | --------------- |
| 2011 | 1209           | 978             |
| 2012 | 686            | 455             |
| 2013 | 389            | 437             |
| 2014 | 456            | 154             |
| 2015 | 286            | 225             |
| 2016 | 176            | 288             |
| 2017 | 201            | 449             |

## Resultaten grote toernooien
| Legenda | Legenda                          |
| ------- | -------------------------------- |
| g.t.    | geen toernooi gehouden           |
| l.c.    | lagere categorie                 |
| –       | niet deelgenomen                 |
| G       | uitgeschakeld in de groepsfase   |
| 1R      | uitgeschakeld in de eerste ronde |
| 2R      | uitgeschakeld in de tweede ronde |
| 3R      | uitgeschakeld in de derde ronde  |
| 4R      | uitgeschakeld in de vierde ronde |
| KF      | uitgeschakeld in de kwartfinale  |
| HF      | uitgeschakeld in de halve finale |
| F       | de finale verloren               |
| W       | het toernooi gewonnen            |
| w-v     | winst/verlies-balans             |

### Enkelspel
| toernooi             | 2016 | 2017 | 2018 |
| -------------------- | ---- | ---- | ---- |
| grandslamtoernooien  |      |      |      |
| Australian Open      | –    | –    | –    |
| Roland Garros        | –    | –    | –    |
| Wimbledon            | –    | –    | 1R   |
| US Open              | 1R   | –    |      |
| Premier Mandatory    |      |      |      |
| (nog) geen deelnames |      |      |      |
| Premier Five         |      |      |      |
| (nog) geen deelnames |      |      |      |
| olympisch            |      |      |      |
| Olympische Spelen    | –    | g.t. | g.t. |
| statistieken         |      |      |      |
| totaal aantal titels | 0    | 0    | 0    |
| eindejaarsranking    | 176  | 201  |      |

## Palmares
| Legenda                 |
| ----------------------- |
| Grandslamtoernooi       |
| Olympische Spelen       |
| Year-End Championships  |
| Premier Mandatory       |
| Premier Five / WTA 1000 |
| Premier / WTA 500       |
| International / WTA 250 |
| Challenger / WTA 125    |

### WTA-finaleplaatsen enkelspel
| nr.              | finale     | toernooi    | ondergrond    | tegenstandster   | score    |         |
| ---------------- | ---------- | ----------- | ------------- | ---------------- | -------- | ------- |
| gewonnen finales |            |             |               |                  |          |         |
| geen             |            |             |               |                  |          |         |
| verloren finales |            |             |               |                  |          |         |
| 1.               | 2017-11-12 | WTA Limoges | hardcourt (i) | Monica Niculescu | 4-6, 2-6 | details |